# Delhijska mameluška dinastija
Mameluška dinastija ( dob. »Suženjska dinastija«   ali Delhijski mameluški sultanat je historiografsko ime ali krovni izraz, ki se uporablja za označevanje treh dinastij mameluškega izvora, ki so vladale guridskim ozemljem v Indiji in nato Delhijskemu sultanatu od leta 1206 do 1290    – dinastije Kutbi (1206–1211), prve dinastije Ilbari ali Šamsi (1211–1266) in druge dinastije Ilbari (1266–1290). 
Pred ustanovitvijo dinastije Mamelukov je imel  Kutb al-Din Ajbaka mandat upravitelja dinastije Guridov, ki je trajal od leta 1192 do 1206. V tem obdobju je vodil pohode na Gangeško nižino in vzpostavil nadzor nad nekaterimi novimi območji.   Zadnjega vladarja, še otroka Šamsudina Kajumarsa, je umoril plemič Džalal-ud-Din Haldži, ki je nato ustanovil dinastijo Haldži.

## Zgodovina
Dinastijo Mamelukov je ustanovil Kutb ud-Din Ajbak, turški mameluški suženjski general Guridskega cesarstva iz Srednje Azije. Mameluki so bili vojaki suženjskega porekla, ki so se spreobrnili v islam. Pojav se je začel v 9. stoletju in postopoma so Mameluki postali močan vojaški razred v različnih muslimanskih družbah. Mameluki so imeli politično in vojaško moč, predvsem v Egiptu, pa tudi v Levantu, Iraku in Indiji.
Leta 1206 je bil umorjen Muhamed iz Ghorja, sultan Ghuridskega cesarstva.  Ker ni imel moških dedičev, se je njegovo cesarstvo razdelilo na manjše sultanate, ki so jih vodili njegovi nekdanji mameluški generali. Tadž-ud-Din Jildoz je postal vladar Gaznija, Muhamad bin Bakhtijar Hildži je dobil Bengalijo in Nasir-ud-Din Kabača je postal sultan Multana. Kutb ud-Din Ajbak je postal sultan Delhija in ustanovil dinastijo Mamelukov.  Vendar je bila njegova vladavina kot  Delhijskega sultana kratkotrajna, saj je leta 1210 umrl. Njegov naslednik Aram Šah se je povzpel na prestol, vendar ga je Iltutmiš leta 1211 umoril.
Sultanat pod Iltutmišem je med letoma 1228 in 1229 vzpostavil prisrčne diplomatske stike z Abasidskim kalifatom in uspel preprečiti, da bi bila Indija prizadeta zaradi vdorov Džingiskana in njegovih naslednikov. Po Iltutmiševi smrti leta 1236 je na oblasti ostala vrsta šibkih vladarjev, številni plemiči pa so pridobili avtonomijo nad provincami sultanata. Oblast je prešla iz rok Rukn ud din Firuza v roke Razije Sultane, dokler se ni na prestol povzpel Ghijas ud din Balban, ki je uspešno odbil tako zunanje grožnje sultanata zaradi vdorov Čagatajskega kanata kot notranje grožnje uporniških sultanatskih plemičev.
Vsaj do konca 13. stoletja, ko so vladali Mameluškemu sultanatu v Indiji, so Ghuridski Turki ohranili svoje etnične značilnosti, še naprej so uporabljali turščino kot glavni jezik namesto perzijščine in vztrajali pri svojem surovem in bojevitem vedenju kot "možje meča", v nasprotju s perzijskimi "možmi peresa". 
Dinastija Khaldži je nastala, ko je Džalal ud din Firuz Haldži strmoglavil zadnjega vladarja suženjske dinastije, Muiz ud din Kajkabad, Balbanovega vnuka, in prevzel prestol v Delhiju. 

## Sultani
Prvi sultan dinastije Mamelukov je bil Kutb ud-Din Ajbak, ki je nosil titularno ime Sultan in je vladal od leta 1206 do 1210. Začasno je zadušil upore Nasir-ud-Din Kabače iz Multana in Tadžudina Jildoza iz Gaznija. Z Lahorejem za prestolnico je utrdil nadzor nad severno Indijo z administrativnim nadzorom nad Delhijem. Prav tako je začel gradnjo najzgodnejših muslimanskih spomenikov v Delhiju, mošeje Kuvat-ul-Islam in Kutb Minareta. Umrll je leta 1210 zaradi poškodb, ki jih je utrpel v nesreči med igranjem pola v Lahoreju. Pokopan je bil v bližini tržnice Anarkali v Lahoreju.
Drugi sultan, ki je nosil titularno ime Sultan, je bil Aram Šah, ki je vladal med leti 1210 in 1211. Elitna skupina štiridesetih plemičev z imenom Čihalgani (dob. »štiridesetih«) je skovala zaroto proti Aram Šahu in povabili so Šams-ud-dina Iltutmiša, takratnega guvernerja Badauna, da nadomesti Arama. Iltutmiš je leta 1211 premagal Arama na ravnini Džud blizu Delhija. Usoda Arama ni povsem jasna.
Tretji sultan je bil Šamsudin Iltutmiš, ki je nosil titularno ime Nasir Amir-ul-Mu'minin in je vladal od leta 1211 do 1236. Prestolnico je preselil iz Lahoreja v Delhi in potrojil državno blagajno. Premagal je Nasir-ud-Din Kabača iz Multana in Tadžudina Jildoza iz Gaznija, ki sta se razglasila za kandidata za Delhi. Mongoli so vdrli v Indijo, da bi zasledovali zadnjega horezmšaha Džalalud-dina Mangabarnija, ki ga je Džingiskan leta 1221 porazil v bitki pri Indu. Po Džingiskanovi smrti je Iltutmiš utrdil svoj vpliv nad severno Indijo, tako da je ponovno zavzel številna izgubljena ozemlja. Bengalija, ki so jo imeli v lasti turško-afganistanski general Bakhtijar Hildži in njegovi nasledniki iz dinastije Haldži iz Bengalije, je bil leta 1227 dokončno vključena v Delhijski sultanat.  Leta 1230 je Iltutmiš v Mehrauliju zgradil rezervoar Hauz-i-Šamsi, leta 1231 pa Sultan Ghari, ki je bil prvi islamski mavzolej v Delhiju.
Četrti sultan, ki je nosil titularno ime Sultan, je bil Rukn-ud-din Feroze, ki je vladal od aprila 1236 do novembra 1236. Vladal je le sedem mesecev, vlado pa je praktično vodila njegova mati, Šah Turkan. Prepustil se je zasledovanju osebnega užitka in razuzdanosti, kar je povzročilo precejšnje ogorčenje državljanov. 9. novembra 1236 so Čihalgani ubili tako Rukn-ud-dina Ferozeja kot njegovo mater Šah Turkano.
Peta sultanka je bila Razija al-Din, ki je nosila titularno ime Džalâlat-ud-dîn Razijâ Sultana in je vladala od leta 1236 do 1240. Kot prvi muslimanski vladarici v Indiji ji je sprva uspelo narediti vtis na plemstvo in dobro administrativno upravljati sultanatom. Vendar se je začela družiti z afriškim kraljem Džamal-ud-Din Jakutom, kar je izzvalo rasni antagonizem med plemiči in duhovščino, ki so bili pretežno srednjeazijski Turki in so že tako zamerili vladavini ženske monarhinje. Premagal jo je mogočni plemič Malik Altunija, s katerim se je strinjala, da se bo poročila. Njen polbrat Muiz-ud-din Bahram pa si je s pomočjo Čihalganov prisvojil prestol in premagal združene sile sultanice in njenega moža. Par je pobegnil in dosegel Kaithal, kjer so jih zapustile preostale sile. Oba sta padla v roke Džatov in bila 14. oktobra 1240 oropana in ubita. 
Šesti sultan je bil Muiz-ud-din Bahram, ki je nosil titularno ime Sultan in je vladal od leta 1240 do 15. maja 1242. Med njegovo vladavino so Čihalgani postali neenotni in so se nenehno prepirali med seboj. V tem nemirnem obdobju so Mongoli napadli Pandžab in izropali Lahore. Muiz-ud-din Bahram je bil prešibak, da bi ukrepal proti njim, zato so ga Čihalgani oblegali v Beli trdnjavi v Delhiju in ga leta 1242 usmrtili. 
Sedmi sultan, ki je nosil titularno ime Sultan, je bil Ala-ud-din Masudin, ki je vladal od leta 1242 do 1246. Pravzaprav je bil marioneta Čihalganov in v vladi ni imel veliko moči ali vpliva. Namesto tega je postal zloglasen zaradi svoje ljubezni do zabave in vina. Do leta 1246 so se poglavarji razburili zaradi Ala-ud-din Masudovega naraščajočega hrepenenja po moči in so ga zamenjali z njegovim bratrancem Nasirudinom Mahmudom, ki je bil še en Iltutmišev vnuk.
Osmi sultan, ki je nosil titularno ime Nasir-ud-din Feroze Šah, je bil Nasirudin Mahmud in je vladal od leta 1246 do 1266. Kot vladar je bil Mahmud znan po svoji vernosti, večino časa je preživel v molitvi in je bil znan po tem, da je pomagal revnim in stiskanim. Njegov namestnik sultana, Ghijat-ud-din Balban, se je ukvarjal predvsem z državnimi zadevami. 
Deveti sultan, ki je nosil titularno ime Sultan, je bil Ghijat-ud-din Balban in je vladal od leta 1266 do 1287. Balban je vladal z železno pestjo in razbil skupino plemičev Chihalgani. V Indiji je poskušal vzpostaviti mir in red ter na območjih, kjer je vladal nered, zgradil številne postojanke z garnizijami vojakov. Balban je želel zagotoviti, da so vsi zvesti kroni, zato je vzpostavil učinkovit vohunski sistem. Boril se je tudi proti Mongolom in odbil številne njihove vpade. V bitki pri reki Beas proti Mongolom je izgubil svojega najljubšega sina, princa Mohameda.
Deseti in zadnji sultan, ki je nosil titularno ime Sultan, je bil Muiz-ud-din Muhamad Kajkabad in je vladal od leta 1287 do 1290. Ker je bil takrat še mlad, je ignoriral vse državne zadeve. Po štirih letih je doživel paralizo in ga je leta 1290 umoril poglavar Haldžijev. Njegov triletni sin Kajumars ga je nominalno nasledil, vendar se je dinastija sužnjev končala z vzponom Haldžijev.

## Arhitektura
Arhitekturna zapuščina dinastije vključuje: 

### Kutb ud-Din Ajbak (1150–1210)
- Kutb Minaret, ki ga je leta 1192 zgradil Kutb ud-Din Ajbak, ustanovitelj dinastije, v kompleksu Kutb v Mehrauliju v Delhiju.
- Mošeja Kuvat-ul-Islam ("Moč islama") v kompleksu Kutb v Delhiju je bila leta 1193 grajena po zaslugi Kutb-ud-din-Ajbaka v počastitev njegove zmage nad Rajputi.
- Grobnica Kutb ud-Din Ajbaka na tržnici Anarkali v Lahoreju

### Iltutmiš (vladal 1211–1236)
- Rezervoar Hauz-i-Šamsi južno od Kutb Minarja in medresa (šola) okoli njega, ki jo je zgradil Iltutmiš.
- Stopničasti žvepleni vodnjak Baoli, za sufijskega svetnika Kutbudina Bahtijarja Kakija.[18]
- Grobnica Iltutmiša, drugega Delhijskega sultana (vladal 1211–1236 n. št.), zgrajena leta 1235 n. št., je del kompleksa Kutb Minar v Mehrauliju v New Delhiju.
- Mavzolej princa Nasiru'd-Din Mahmuda, najstarejšega sina Iltumiša, znanega kot Sultan Ghari, blizu Vasant Kundža, zgrajen leta 1231

### Drugi vladarji
- Balbanova grobnica v arheološkem parku Mehrauli.

- Mošeja Kuvat-ul-Islam ("Moč islama") v kompleksu Kutb v Delhiju je bila leta 1193 grajena po zaslugi Kutb-ud-din-Ajbaka v počastitev njegove zmage nad Rajputi.
- Zapletene kamnite rezbarije na stebrih križnega hodnika v mošeji Kuvat ul-Islam, kompleks Kutb, Delhi. To so reciklirani stebri hindujskega templja, ki prikazujejo hindujsko ikonografijo.
- Mošejo Adhai Din Ka DŽonpra v Adžmerju je leta 1192 začel graditi in leta 1199 dokončal Kutb al-Din Ajbak.
- Dekoracija v notranjosti marmornega Mehraba v Sultan Ghariju

## Družinsko drevo
Prvega sultana Kutbudina Ajbaka (vladal 1206–10) je nasledil neki Aram Šah, ki ga je nato odstavil Iltutmiš, Ajbakov zet.
Iltutmiševi potomci so vladali do leta 1266, ko je prestol zasedel Mahmudov tast in vezir Ghijasudin Balban.